# ساعي بريد نيرودا (رواية)
ساعي بريد نيرودا (بالإسبانية: El cartero de Neruda )، والمعروفة أيضًا باسم (صبر متأجج  Ardiente paciencia)، هي رواية صدرت عام 1985 للكاتب والصحفي التشيلي أنطونيو سكاراميتا.  ترجمها للعربية صالح علماني عن مسكيلياني للنشر والتوزيع عدد الصفخات 2011 الطبعة الأولى 2011.كتب مقدمتها ظافر ناجي. تدور أحداث الرواية في تشيلي خلال السبعينيات، وهي تصور علاقة خيالية بين الشاعر التشيلي الحائز على جائزة نوبل بابلو نيرودا وساعي بريد شاب يُدعى ماريو خيمينيث. تعد الرواية من أبرز الأعمال الأدبية اللاتينية التي مزجت بين السياسة، والشعر، والحب، وأثر الثقافة في الحياة اليومية.

## الخلفية والنشر
نُشرت الرواية لأول مرة باللغة الإسبانية عام 1985، وحققت انتشارًا واسعًا، حيث تُرجمت إلى أكثر من ثلاثين لغة. بدأ سكاراميتا المشروع كعمل مسرحي، ثم حوّله لاحقًا إلى سيناريو فيلم إذاعي، قبل أن يصدره كرواية. وقد أُعيد طبع العمل في عدة طبعات دولية.

## الحبكة
تدور الرواية حول ماريو خيمينيث، شاب بسيط يعمل ساعي بريد في قرية تشيلية صغيرة. مهمته الوحيدة هي توصيل البريد إلى بابلو نيرودا، الشاعر الشهير الذي يعيش في عزلة اختيارية. مع مرور الوقت، تتطور علاقة بين الشاب والشاعر، حيث يلعب نيرودا دور المعلم والملهم لماريو، ويساعده على التعبير عن مشاعره تجاه بياتريث غونزاليس، الفتاة التي يحبها.
بين ثنايا هذه القصة الرومانسية، تظهر خلفية سياسية تتعلق بالانقلاب العسكري في تشيلي عام 1973، وسقوط حكومة الرئيس الاشتراكي سلفادور أليندي، وما تبعه من أحداث مأساوية.

## الموضوعات
تناقش الرواية عدة قضايا، منها:
- قوة الكلمة والشعر: كيف يمكن للغة أن تخلق الحب والتغيير.
- العلاقة بين المثقف والعامة: من خلال تفاعل نيرودا مع ماريو.
- السياسة والأدب: وتداخلهما في المجتمع اللاتيني.
- الحب والبساطة: عبر العلاقة بين ماريو وبياتريث.[6]

## التلقي النقدي
حظيت الرواية بإشادة نقدية واسعة، لأسلوبها الشعري وبنائها الدرامي. وقد عُدّت من بين أبرز الروايات السياسية الرومانسية في أدب أمريكا اللاتينية. كما أُشيد بها لكونها تمزج بين الحس الإنساني والبُعد التاريخي بطريقة مؤثرة.  تمت ترجمة الرواية إلى عدة لغات، منها الفرنسية (Le Facteur de Neruda)، والإنجليزية (The Postman). في عام 1994، تم تحويل الرواية إلى فيلم سينمائي إيطالي بعنوان Il Postino (ساعي البريد)، من إخراج مايكل رادفورد، وقد ترشح الفيلم لعدة جوائز أوسكار، مما زاد من شهرة الرواية عالميًا.